# Martin Schmidt (Musiker)
Martin „Schmiddi“ Schmidt (* 1966) ist ein deutscher Musiker (Mandoline, E-Bass) und Tontechniker.

## Leben und Wirken
Schmidt erhielt zwischen 1975 und 1985 eine klassische Ausbildung auf der Mandoline. Zweimal war er Bundespreisträger bei Jugend musiziert. Seit 1981 spielte er zudem als Autodidakt E-Bass und beschäftigte sich bald mit zeitgenössischem Jazz, Neuer Musik und improvisierte Musik. Weiterhin arbeitete er in zahlreichen Projekten mit Musikern aus den Bereichen Klezmer- und Rockmusik sowie für Theater-, Rundfunk- und Fernsehproduktionen wie den Gesellschaftsabend von Hanns-Dieter Hüsch.
Gemeinsam mit Christof Thewes gründete er 1991 das Duo Undertone, das seit 2002 mit Hartmut Oßwald und Dirk-Peter Kölsch zum Quartett erweitert wurde. Die Gruppe legte insgesamt fünf Alben vor, darunter 2006 eine Neubearbeitung von Modest Mussorgskys „Bilder einer Ausstellung“, und trat international in Clubs und auf Festivals wie dem EBU Festival Marciac, dem Jazzfestival St. Ingbert oder Jazzdor in Strasbourg auf. Auch arbeitete er im Duo mit Olaf Rupp und mit Antonis Anissegos.
1995 erhielt er den Kulturförderpreis des Landkreises Neunkirchen. Seit 1999 war er an einem Softwareunternehmen in Köln beteiligt. Er ist auch auf Alben von Giora Feidman, Tomas Ulrich, dem Musikverein Heillijewald oder Phase IV zu hören. Seit 2010 leitete er das Label gligg records.